# Raionul Berezne, Rivne
Berezne (în ucraineană Березнівський район, transliterat: Bereznivskîi raion) este un raion în regiunea Rivne, Ucraina. Reședința sa este orașul Berezne.

## Demografie
Componența lingvistică a raionului Berezne
     Ucraineană (99,48%)
     Alte limbi (0,49%)
Conform recensământului din 2001, majoritatea populației raionului Berezne era vorbitoare de ucraineană (99,48%), existând în minoritate și vorbitori de alte limbi.